# Sydney on Vaal
Sydney on Vaal is een gehucht gelegen in de gemeente Dikgatlong in de Zuid-Afrikaanse provincie Noord-Kaap. Het ligt 30 km noordwestelijk van Barkly West, een aantal kilometers ten zuiden van Delportshoop en het is gelegen aan de Vaalrivier. 

## Geschiedenis
Het plaatsje is gesticht in 1902. Over de herkomst van de naam van het plaatsje bestaan verschillende lezingen. Enerzijds wordt vermeld dat het is vernoemd naar "Sidney Mendelssohn", directeur van de "Vaal River Diamond and Exploration Company" en eigenaar van de grond waar het plaatsje is opgebouwd. Terwijl anderzijds is vermeld dat het is vernoemd naar "Sydney Shipyard", Advocaat van de Uitvoerende Raad van West-Griekwaland in 1872.